# Batalla d'Orcomen
|  | Per a altres significats, vegeu «Batalla del Cefís». |

L'anomenada batalla d'Orcomen va ser l'enfrontament decisiu de la Primera Guerra mitridàtica succeïda l'any 85 aC entre els romans de Luci Corneli Sul·la i els pòntics d'Arquelau, en una zona pantanosa a les planes de Beòcia.

## Antecedents
Després de la victòria de Luci Corneli Sul·la sobre Arquelau a la batalla de Queronea, va partir cap a Tessàlia per trobar-se amb el cònsol Luci Valeri Flac que venia d'Itàlia. En el camí, va escoltar els informes que Dorileu amb una flota considerable havia desembarcat a Calcis vuitanta mil de les millors tropes de Mitridates per reforçar Arquelau. Dorileu volia temptar Sul·la per lluitar aviat, i Sul·la va donar la volta bruscament per respondre a aquesta nova amenaça.
Després d'una escaramussa, Dorileu va repensar-se la idea de plantejar la batalla i va idear una estratègia de desgast de l'enemic, i Arquelau, que comptava amb 150.000 homes confiava en la seva superior cavalleria i el terreny pla al voltant del seu campament, al davant mateix dels romans, al costat de les llacunes d'Orcomen.
Sul·la, que comptava només amb 40.000 legionaris, disposava del lloc ideal per les seves defenses naturals donada la seva estretor perquè un exèrcit inferior plantés cara a un numèricament molt superior, i a més, va organitzar trinxeres i palissades.

## Batalla
Tan aviat Arquelau es va despertar es va adonar de la trampa que Luci Corneli Sul·la li havia preparat. Els romans havien cavat dues línies de trinxeres per evitar la càrrega de la cavalleria, i havien fet dics fàcilment defensables, que aviat es van convertir en un mur que anava empresonant el campament d'Arquelau. Les forces del Pont van intentar sortir sense èxit, i els dics avançar sobre el campament pòntic, que cada vegada estava més acorralat.
El segon dia, Arquelau, determinat a escapar de les xarxes de Sul·la, va llançar tot el seu exèrcit sobre els romans, disposat en quatre línies: la primera els carros de guerra escites, la segona la Falange macedònia, la tercera les tropes auxiliars, incloent-hi els desertors italians, i en la quarta les tropes lleugeres. Els romans, disposats en tres línies amb forats per permetre el reforç de tropes lleugeres i cavalleria, van començar a retrocedir, però la segona línia, que disposava d'estaques, les va plantar, impedint el pas dels carros, que van fugir, trencant la falange. La pressió va provocar que els legionaris acabessin tan junts entre si que van formar una barrera impenetrable d'espases i escuts que va avançar sobre el camp de batalla com un puny blindat, fent miques la línia de combat d'Arquelau i prenent el campament. Les forces del Pont es van desbandar, i la batalla es va convertir en una immensa matança. Tot seguit, les tropes romanes, dirigides pel jove tribú Bàsil, saquejaren el campament enemic.

## Conseqüències
Mitridates VI Eupàtor va rebre a Pítana la notícia de la destrucció dels seus exèrcits a Grècia, i aquest desastre i els progressos a Àsia de Gai Flavi Fímbria el van portar a demanar la pau mentre els romans encara restessin dividits. Va encarregar les negociacions al general Arquelau, que era a Eubea, i es va signar un tractat preliminar pendent de l'aprovació reial; però el rei va refusar un dels pactes consistent en rendir la flota, i Sul·la es va preparar per renovar les hostilitats. Tot i que el seu enemic Gai Flavi Fímbria envià contra ell un exèrcit romà, els soldats no van voler combatre contra romans i Fímbria es va suïcidar. Sul·la forçà a Mitridates el Tractat de Dardanos, dedicant-se després a la reestructuració de les províncies de Grècia i Àsia.
Plutarc fa notar que dos segles després de la batalla, encara es trobaven armes i armadures enterrades al fang a les vores de les llacunes d'Orcomen.